# نیروگاه هسته‌ای ونگچنگانگ
نیروگاه هسته‌ای ونگچنگانگ (به لاتین: Fangchenggang Nuclear Power Plant) یک نیروگاه هسته‌ای در چین است که در فانگچنگانگ واقع شده‌است.